# Дерюгін Костянтин Михайлович
Дерю́гін Костянти́н Миха́йлович (27 січня 1878, Ізборськ, Росія — 27 грудня 1938, Москва, СРСР) — російський зоолог, гідробіолог і океанолог. Організатор і мандрівник, талановитий педагог, творець кількох морських біологічних станцій, активний учасник організації наукових інститутів і музеїв.

## Біографія

### Дитинство
Костянтин Михайлович Дерюгін народився 27 січня 1878 року в дворянській родині колезького радника Михайла Дмитровича і його дружини Людмили Степанівни, в маєтку Колосівка, поблизу Ізборська Псковської губернії Росії. Хрещений в Петропавлівському соборі міста Пскова. У Костянтина було дві сестри і брат, Георгій, що став депутатом Державної Думи.
1887 року Костянтин вступив до Псковської губернської гімназії, яку закінчив 1896 року. Його товаришами по гімназії був Костянтин Давидов (1877—1960), відомий у майбутньому ембріолог з яким він намагався збігти у віці 14-ти років до Америки. Під час навчання хлопці полюбляли здійснювати орнітологічні екскурсії навколишніми лісами, наставником Костянтина в цій справі був місцевий орнітолог-самоучка Зарудний.

### Навчання в університеті
1896 року поступив до Петербурзького університету на природниче відділення фізико-математичного факультету, де його керівником став В. М. Шимкевич (1858—1923). Вже на другому курсі університету він опублікував свою першу статтю «Орнітологічні дослідження в Псковської губернії». У період навчання Дерюгін брав участь у численних експедиціях: 1897 року вивчав тваринний світ Тобольської губернії та нижньої течії річки Об; на наступний рік здійснив тривалу поїздку південно-західним Закавказзям і північною Туреччиною. Результати останньої подорожі викладені в праці «Про мандрівку і зоологічні дослідження в Чорохському краї і околицях Трапезунда». 1899 року Дерюгін працював на Соловецькій біологічної станції, брав участь в її перенесення до порту Олександрівськ (нині Полярний) Катерининської гавані Кольської затоки. Під час навчання брав активну участь в громадському житті, так за участь в мітингу 8 лютого 1899 року був виключений з університету на 2 тижні. У 1900 році закінчив навчання з дипломом 1-го ступеня і був залишений при університеті для підготовки до професорського звання.
Відразу по закінченні університету Дерюгін поступив викладачем природознавства до петербузької школи Карла Мая. Серед його учнів був майбутній академік, відомий гістолог Олексій Заварзін (1886—1945), який пізніше тепло згадував свого першого вчителя біології.
Працюючи над магістерською дисертацією «Будова і розвиток плечового поясу і грудних плавців у костистих риб» (1909), Дерюгін здійснив кілька поїздок за кордон (влітку він працював за кордоном, зиму проводив у Петербурзі). 1900 року працював в лабораторії Вільгельма Ру в Галле під керівництвом професора Менетта. 1901 року — у професора Йоганнеса Соботта в лабораторії Келлікера у Вюрцбурзі. У травні 1902 року працював на Неаполітанській зоологічній станції Антона Дорна.
Наступних два літніх сезони він проводить на Баренцевому морі, де керує обладнанням Мурманської біологічної станції. Багато уваги приділяє будівництву і оснащенню дослідних суден: вітрильний бот «Орка», парусно-моторна дерев'яна шхуна «Олександр Ковалевський» Шхуну освятили 14 травня 1908 року, а 12 червня судно відправилось в плавання навколо Північної Європи з Санкт-Петербургу на Мурман. Сам Дерюгін через хворобу зміг приєднатись до цього переходу лише в Тронгеймі. Офіційне відкриття Мурманської біологічної станції Імператорського Санкт-Петербурзького товариства натуралістів відбулося 29 червня 1904 року. Незабаром Дерюгін передав керівництво призначеного комісією товариства станцією, С. В. Аверинцеву (1875—1957), з яким, як пізніше і з наступним керівником Г. А. Клюге (1871—1956), в нього були конфліктні стосунки.
У 1905—1907 роки Дерюгін продовжує дослідження з розвитку кісткових риб в лабораторії Рабля у Лейпцигу, бере участь у роботі Зоологічного конгресу в Бостоні (США), де робить доповідь про фауну Кольської затоки Баренцевого моря — на тему його докторської дисертації. З цього часу його наукові інтереси зміщуються в область гідробіології, нею він займався все життя.

### Науково-викладацька діяльність
З 1910 року Дерюгін, як приват-доцент Петербурзького університету, почав читати перший гідробіологічний курс «Життя моря», а потім курси з систематики та філогенії хребетних і зоогеографію. Одночасно з викладанням в університеті Дерюгін читав лекції в Психоневрологічному інституті (професор з 1912 року), на Вищих жіночих природничо-наукових курсах М. А. Лохвицької-Скалон, випускниці Бестужевських курсів (професор з 1913 року), в Гірничому інституті та Лісотехнічної академії.
1915 року захистив докторську дисертацію на тему «Фауна Кольської затоки й умови її існування» і отримав ступінь доктора зоології і порівняльної анатомії. 1917 року в Петроградському університеті був обраний на посаду доцента, а 1918 року — професором. 5 вересня 1919 року був заарештований, випущений 21 вересня. 1920 року займається облаштуванням Географічного музею в Михайлівці на Петергофській дорозі, пізніше (10 червня 1923 року) перенесений до Петербургу канал Грибоєдова в особняк Дурдіна, з 1929 року — в особняку Бобринських на Галерній вулиці.
1924 року Дерюгін очолив Петергофський біологічний інститут, що був заснований 1920 року як природнича станція, що пізніше став Біологічним інститутом Санкт-Петербурзького університету. 1925 року він організував у Владивостоці Тихоокеанську науково-промислову станцію (ТОНС; з 1934 року — ТИНРО). 1927 року працював на Чорному морі.
1927 року був кандидатом на посаду ректора Ленінградського університету, підтриманий викладацькою курією, але провалений партійною студентською (9 голосів за, 10 проти, 2 утримались) через різкість, безкомпромісність і стійкість власних поглядів. Того ж року відбувається перевірка діяльності реакційної професури в Петергофському інституті, через два роки Гавриленко змінив його на посаді завідувача зоологічної кафедри. Тому 1929 року Дерюгін в Ленінградському університеті організував кафедру гідробіології та іхтіології, одночасно очолив відділення порівняльної морфології і екології в Природничо-науковому інституті імені П. Ф. Лесгафта. У 1928 і 1933 роках висувався в члени-кореспонденти Академії наук СРСР.
З 1931 по 1935 роки, організована Дерюгіним Тихоокеанська експедиція, на 6 судах вперше виконала одночасну океанографічну зйомку в Беринговому, Охотському, Чукотському і Японському морях. 1935 року в СРСР були відновлені наукові ступені докторів наук, звання присвоєно Дерюгіну без захисту дисертації.

За безпосередньої участі Костянтина Михайловича Дерюгіна були створені Гідрологічний (1919) та Біологічний (1920) інститути, інститут з вивчення Півночі (1925). К. М. Дерюгін заснував 2 біологічні станції на Баренцевому морі (Олександрівськ і Дальні Зеленці), гідрологічну станцію на Білому морі і Тихоокеанську науково-дослідну станцію. Російський зоолог і протистолог, В. О. Догель відмічав: 
|  | Дерюгін був природженим організатором. Це був організатор, який брався без остраху за будь-яку важку справу в області своєї науки і безустанно працював над нею, до тих пір поки не досягав успіху. Його не лякали численні осічки… він продовжував бути оптимістом і продовжував організовувати установи одну за іншою… |

Костянтин Михайлович був невеликого зросту, але міцної статури, трохи гаркавий, надзвичайно рухливий, енергійний і пасіонарний. Грав на фортепіано; добре володів німецькою та французькою мовами. Захоплювався полюванням і спортом (ковзани, лижі).
Олександр Олександрович Любіщев згадував: 
|  | Мав виключно владний характер… був дуже талановитим і енергійним дослідником наших морів. Це була жива людина, що захоплюється своєю справою. За своїм науковим інтересам він був цілком «конкретним» зоологом, чужим до всякого наукового «філософствування». Він готовий був прийти на допомогу товаришеві, але не терпів протиріч. |

### Смерть і похорони
Помер Костянтин Михайлович Дерюгін 27 грудня 1938 року в Москві, повертаючись з наукової наради, портфель з рукописом нової книги, що був з ним безслідно зник. Учні повернули тіло вчителя до Ленінграда в спеціальному вагоні. Таурна процесія пройшлась з катафалком Невським проспектом від Московського вокзалу до університету, де відбулося прощання з померлим. Наступного дня процесія розтягнулась Большим проспектом Василівського острова, зробила зупинки поблизу Гідрологічного інституту і кафедри гідробіології.
Спочатку був похований на Смоленському кладовищі Ленінграда, але перед німецько-радянською війною перепохований родичами на Літераторських містках Волковського православного кладовища.

## Родина
З жовтня 1909 року був одружений з Синельниковою Надією Михайлівною, дочкою полковника (у майбутньому генерал-губернатора Ташкенту), студенткою Смольного інституту шляхетних дівчат. Їхній єдиний син, Костянтин, став океанологом.

## Наукові праці
Внесок Дерюгіна Костянтина Михайловича в розвиток і організацію радянської гідробіології важко переоцінити, 1920-1930-ті роки заслужено називаються «дерюгінськими». Дерюгін досліджував гідрологію і фауну Білого моря, Кольської і Фінської заток, Невської губи і реліктового озера Могильного. Спільно з учнями розробляв методи комплексного дослідження водойм і біогеографічного аналізу фауни як основи розуміння еволюції моря й історії формування його фауни. Ініціатор і редактор видання «Дослідження морів СРСР» у 1925—1937 роках (випуски 1-25). Залишив по собі наукову школу радянських гідробіологів: верміколога Ушакова П. В. (1903—1992), гідробіолога Гур'янову Є. Ф. (1902—1981), альголога Кисельова І. О. (1888—1979), іхтіолога Правдіна І. Ф. (1880—1963), гідробіолога і полярника Ширшова П. П. (1905—1963).
Дерюгін Костянтин Михайлович — автор понад 160 наукових робіт, присвячених вивченню Баренцевого, Білого, Балтійського і далекосхідних морів. Результати проведених досліджень під його керівництвом і за його особистої участі мали величезне наукове значення і практичну цінність для рибної промисловості Далекого Сходу. Під його редакцією виходили серія «Дослідження морів СРСР», Праці гідрологічного інституту, довідники морів СРСР.
- О путешествии и зоологических исследованиях в Чорохском крае и окрестностях Трапезунда // Труды Императорского Санкт-Петербургского общества естествоиспытателей. — 1899. — Том 30, вып. 2. — С. 49—115. (рос.)
- Der Bau und die Entwickelung des Schultergürtels und der Brustflossen bei Teleostiern. Trav. Soc. Natur. — SPb. — 1909, 34, 4: 1-148. (нім.)
- Die Murmanische Biologische Station der Naturforscher Gesellschaft zu St. Petersburg und ihre Arbeiten im Nordischen Eismeer. Proc. 7-th Intern. Zool.Congr. Boston-Cambridge, MA, 1910: 1-20. (нім.)
- Фауна Кольского залива и условия её существования // Записки Императорской академии наук. Сер. 8, Физико-мат. отделение. 1915. — Т. 34, № 1. — С. 1—929. (докторська дисертація) (рос.)
- Космополитизм и биполярная теория // Природа, лютий 1916. — С. 185—202. (рос.)
- Баренцево море по Кольскому меридиану (33° 30'). // Труды Северной научно-промысловой экспедиции; вып. 19. — Л.; М., 1924. — 102 с. (рос.)
- Реликтовое озеро Могильное: (остров Кильдин в Баренцовом море): монографический очерк. — Л.: Главнаука, 1925а. — 112 с. (рос.)
- Отрицательные черты бентонической фауны Белого моря и причины этого явления // Русский гидробиологический журнал. — 1925. — Т. 4. — № 7-9. — С. 123—120. (рос.)
- Фауна Белого моря и условия её существования. — Л. : Государственный гидрологический институт, 1928. — XII, 511 с. (рос.)
- Der Reliktensee Mogilnoje (Insel Kildin im Barents-Meer). — In: Fauna Arctica. Jena, 1928, 5: 491—560. (нім.)
- Гидрология и биология // Исследование морей СССР. — 1930. — Вып. 11. — С. 37—45. (рос.)
- Исследования морей СССР в биогеографическом отношении за последние 15 лет // Труды I Всесоюзного географического съезда. — Л.: Географическое общество СССР, 1934. Вып. 2. — С. 36—45. (рос.)
- Основные черты современных фаун морей СССР и вероятные пути их эволюции // Ученые записки Ленинградского государственного университета. — 1937. — Т. 3, вып. 17. — С. 237—248. (рос.)
- {Зоны и биоценозы залива Петра Великого // Сборник, посвященный научной деятельности почетного члена Академии наук СССР, заслуженного деятеля науки и техники Николая Михайловича Книповича (1885—1939). — Л.; М.: Пищепромиздат, 1939. — С. 115—142. (рос.)
- La distribution bipolaire des organismes marins // Bull. Inst. Oceanogr. Mar. — 1927. — T. 49. — P. 1—23. (фр.)

## Нагороди і відзнаки
За свою наукову і науково-організаторську діяльність Костянтин Михайлович Дерюгін був удостоєний численних нагород:
- 1908 — Золота медаль Петербурзького товариства натуралістів за результати експедиції на шхуні «Олександр Ковалевський»;
- 1909 — орден Святого Станіслава III ступеня, за працю з організації Мурманської біологічної станції та будівництво науково-дослідного судна «Олександр Ковалевський»[6].
- 1917 — велика Макарівська премія Російської академії наук, за дослідження на Баренцовому морі;
- 1919 — премія імені Ільєнкова, за наукові дослідження на Мурманському узбережжі;
- 1925 — медаль імені Федора Петровича Літке від Російського географічного товариства за дослідження далекосхідних морів[5];
- 1930 — премія Народного комісаріату освіти за книгу «Фауна Білого моря і умови її існування».

Дерюгін був почесним членом товариства дослідників природи Петрограда — Ленінграда і довічним членом Лінеївського товариства в Ліоні (Франція).

## Пам'ять
На честь Костянтина Дерюгіна названо ряд географічних об'єктів, у тому числі западина на дні Охотського моря, велика кількість видів і родів морських тварин різних систематичних груп